# 弗倫德希普 (紐約州普查規定居民點)
弗倫德希普（英語：Friendship）是位於美國紐約州亞利加尼縣的普查規定居民點。

## 人口
根據2020年美國人口普查的數據，弗倫德希普的面積為7.48平方千米，皆為陸地。當地共有人口1085人，而人口密度為每平方千米145.05人。